# Mathematical Magick
Mathematical Magick (título completo: Mathematical Magick, or, The wonders that may by performed by mechanical geometry) es un tratado del clérigo y  erudito inglés John Wilkins (1614-1672). Se publicó por primera vez en 1648 en Londres.
El objetivo del libro es el de mostrar al público profano los principios básicos en que se basan
las distintas máquinas que producían movimientos mecánicos, para que no pudieran ser interpretados como basados en poderes ocultos de quienes se dedicaban a mostrarlos en público.
El libro está dividido en dos partes llamadas libros:
- Libro Primero

Lleva por encabezamiento "Arquímedes". Se expone y explica los principios de la mecánica. En los 20 capítulos del primer libro se analizan dispositivos mecánicos tradicionales como la balanza, la palanca, la rueda o polea y el polipasto, la cuña y el tornillo. Los poderes que actúan sobre ellos se comparan con los que actúan en el cuerpo humano. El libro trata de la frase atribuida a Arquímedes que dice que si supiera dónde colocarse y sujetar su instrumento, podría mover el mundo y muestra el efecto de una serie de transmisiones de engranajes unidas entre sí. 
- Libro Segundo

Lleva por encabezamiento "Dédalo". En los 15 capítulos del segundo libro se examinan diversos aparatos que se mueven independientemente de la intervención humana, como relojes, molinos de agua y molinos de viento. Wilkins explica que los dispositivos son impulsados por el movimiento del aire en una chimenea o por aire presurizado. Se propone un yate terrestre propulsado por dos velas sobre dos mástiles, y un vagón propulsado por un aerogenerador de eje vertical. Se describen una serie de pequeñas figuras artificiales que se mueven de forma independiente y representan hombres y animales. También teoriza sobre la construcción de una máquina voladora.